# Kuifje en de Picaro's
Kuifje en de Picaro's (oorspronkelijke, Franstalige titel: Tintin et les Picaros) is het drieëntwintigste album uit de reeks Kuifje-strips van de Belgische scenarist en striptekenaar Hergé (1907-1983). Het is voor het eerst als album verschenen in april 1976. De Nederlandstalige versie verscheen in november 1978.
Het is het laatste voltooide album uit de serie. Hergé begon hierna nog aan Kuifje en de Alfa-kunst, maar stierf voordat dit af was.

## Personages
In het verhaal keren een aantal oude nevenpersonages terug: 
- Generaal Alcazar;
- Kolonel Sponsz (in dit verhaal ook "kolonel Esponja" genoemd);
- Pablo;
- Bianca Castafiore;
- Serafijn Lampion

Nieuwe personages in dit verhaal met een aanzienlijke rol zijn Alcazars vrouw Peggy en Alvarez, een van de naaste adjudanten van generaal Tapioca. Verder is dit het enige verhaal waarin generaal Tapioca in levenden lijve te zien is. In eerdere verhalen werd zijn naam al wel meermaals genoemd.

## Verhaal
Op het kasteel  Molensloot kan kapitein Haddock ineens geen druppel alcohol meer verdragen, hij heeft geen idee waarom. Op tv worden Kuifje en de andere bewoners van Molensloot beticht van betrokkenheid bij een complot tegen generaal Tapioca, die de baas is van San Theodoros. Dit op grond van het feit dat Bianca Castafiore – die door Tapioca in San Theodoros gevangen is genomen omdat ze een aanslag tegen hem zou hebben voorbereid –, eerder op het kasteel gelogeerd heeft. Haddock besluit het aanbod van Tapioca aan te nemen om naar San Theodoros te komen om daar een en ander rechtstreeks uit te praten. Hij reist af samen met professor Zonnebloem. Kuifje vertrouwt de hele zaak niet en blijft in eerste instantie thuis. Hij zwicht uiteindelijk toch en reist de twee anderen achterna.
Op het vliegveld worden Haddock en Zonnebloem eerst ontvangen door kolonel Alvarez, waarna ze naar een luxe verblijf worden gereden. In werkelijkheid worden de drie vrienden intussen als gevangenen bespioneerd door kolonel Esponja (Sponsz), die tegenwoordig een van Tapioca's andere naasten is. Sponsz is ook degene die de hele zaak op touw heeft gezet; hij heeft vervalste documenten in Bianca Castafiore's reiskoffer laten stoppen. Zodoende wilde hij, vanwege zijn eerdere nederlaag wraak nemen op Kuifje, Haddock en Zonnebloem en ook op Bianca Castafiore, die Kuifje en Haddock destijds heeft geholpen. Kuifje weet samen met Haddock en Zonnebloem uit hun verblijf te ontsnappen, ogenschijnlijk dankzij de hulp van Pablo, een oude bekende van Kuifje. Terwijl ze gezamenlijk bij een oude tempel zijn laat Pablo zich vrijwillig door Kuifje vastbinden, zodat het voor Tapioca's mannen straks zal lijken alsof Kuifje, Haddock en Zonnebloem zijn ontsnapt en Pablo hebben overmeesterd. Als de vrienden hierna in de jungle op de vlucht zijn, pikt generaal Alcazar hen op in zijn auto. Maar dan blijkt dit alles een zeer zorgvuldig voorbereide moordaanslag te zijn, waarbij zowel Alvarez als Pablo zelf in het complot zaten. De aanslag mislukt doordat Alcazar en Kuifje, terwijl ze rijden, ontdekken dat Pablo tegen hen allebei iets anders heeft verteld. Kuifje realiseert zich dat er een pantserwagen in de buurt moet zijn om hen uit te schakelen. Hij ontdekt deze wagen net op tijd, zodat ze kunnen uitwijken. Alcazars auto wordt wel vernietigd, zodat de vrienden te voet verder moeten.
Na een zwerftocht door de jungle, waar ze onder andere de kluizenaar Ridgewell tegenkomen, die bij de Arumbaya's verblijft, komen ze aan bij de basis van de guerilleros (de Picaro's). Daar wordt duidelijk waarom Alcazar Tapioca's bewind niet opnieuw omver kan werpen; de guerrilleros van Alcazar worden constant in een dronken toestand gehouden door – steeds opnieuw door Tapioca's leger uitgevoerde – droppings van flessen Loch Lomond, een whiskymerk (tevens de favoriete whisky van kapitein Haddock). Ook wordt eindelijk duidelijk waarom Haddock sinds enige tijd geen alcohol meer lust: professor Zonnebloem heeft een pilletje uitgevonden dat elke alcoholische drank afschuwelijk doet smaken. Kuifje krijgt dankzij Zonnebloems uitvinding een nieuwe ingeving. Hij maakt een harde afspraak met Alcazar hem te zullen helpen Tapioca van de troon te stoten, op voorwaarde dat er bij de coup geen enkele dode valt. Alcazar stemt hier uiteindelijk schoorvoetend mee in, want zelf wil hij het liefst juist zoveel mogelijk vijanden en vooral Tapioca ombrengen. 
Een paar dagen later lust ineens niemand van de Picaro's nog alcohol; het eerste deel van Kuifjes plan is hiermee geslaagd. Kuifje zorgt vervolgens dat hij de carnavalspakken in handen krijgt van de 'Swingende Extravaganten', een groep carnavalisten onder leiding van Serafijn Lampion die speciaal voor het feest naar San Theodoros zijn afgereisd. Kuifje en Haddock slagen er samen met Alcazar en diens – nu nuchtere en dus wel gevechtsklare – Picaro's in om met deze vermomming en in de carnavalswagen van Serafijn Lampion de hoofdstad van San Theodoros en Tapioca's paleis te bereiken. Ze bedwelmen de bewakers met chloroform en dringen het paleis binnen. Daar dwingen ze Tapioca om voor de radio te verklaren dat hij zijn macht overdraagt aan Alcazar. Hierna worden Tapioca en diens naaste handlangers op het vliegtuig gezet, aangezien ze vanwege Alcazars belofte aan Kuifje niet mogen worden doodgeschoten. Sponsz wordt teruggestuurd naar Bordurië. Kuifje besluit Pablo, die ooit Kuifjes leven heeft gered, ondanks alles wat er is gebeurd te vergeven. Alvarez loopt onmiddellijk na de machtsoverdracht over naar Alcazar.
Kuifje en zijn vrienden bevrijden Bianca Castafiore, Irma en Wagner uit de cel. Met de carnavalswagen rijden ze naar de gevangenis, waar ze nog net op tijd de executie van de detectives Jansen en Janssen, die ook door Tapioca gevangen waren genomen, weten te voorkomen. Generaal Alcazar is nu dus eindelijk weer aan de macht in San Theodoros.. Kuifje en zijn vrienden gaan met het vliegtuig terug naar Molensloot.

## Achtergronden
Hergé gebruikte in het begin van zijn voorbereidingen de titel Kuifje en de Bigotudo's, dat voor Kuifje en de Snordragers staat. Dat de naam van Kuifje in de titel moest voorkomen, was een commerciële eis van Hergés uitgever Casterman. Hergé had daar geen problemen mee. Het verhaal ontstond in de periode dat de Fransman Régis Debray de krantenkoppen haalde. Hij had zich aangesloten bij de guerrilla van Che Guevara en was in Bolivia gevangengenomen en veroordeeld tot een celstraf van dertig jaar. Na drie jaar in de gevangenis te hebben doorgebracht, werd hij vrijgelaten. Hergé las de kranten om zich in te lezen, alsook het in 1967 gepubliceerde boek Les Guérilleros. De militaire uniformen in dit boek gaven hem de inspiratie voor die van de Picaro's. Ook Fidel Castro inspireerde hem, net als Che Guevara.
Uiteindelijk viel de keus voor de titel op Kuifje en de Picaro's; picaro is Spaans voor schelm. Het woord picaro's kwam ook voor in de toen net uitgebrachte roman Gloire à nos illustres pionniers van Romain Gray, die deze naam gaf aan de avonturiers in zijn boek.
Bepaalde thema's in dit verhaal stuitten op kritiek. Zo draagt Kuifje hier voor het eerst (en meteen voor het laatst) een spijkerbroek en ook nog een bruine. Het vertrouwde beeld van Kuifje was volgens Hergé te stereotiep geworden. De broek was in eerste instantie veranderd voor de film De zonnetempel, omdat deze film werd uitgebracht in landen waar Kuifje geen bekende stripfiguur is. Hergé vond het onhandig om Kuifje dan een plusfour aan te trekken, die inmiddels uit de mode was. Hiernaast rijdt Kuifje op een motorfiets, wat ook een breuk was met oudere verhaallijnen. De stijl van de tekening waarin Kuifje de motorfiets parkeert – grotendeels van de hand van Hergés assistent Bob De Moor – wordt door de meeste critici echter als erg ondermaats beschouwd. Ook het slot, waarbij volgens critici de indruk wordt gewekt dat er nadat Alcazar de macht overneemt geen sprake is van echte maatschappelijke veranderingen, is volgens dezelfde critici vrij cynisch. In het laatste prentje geven Kuifje en Haddock, die naast elkaar in het vliegtuig zitten, eerder een vermoeide dan een voldane indruk. Ook dit stuitte op bezwaren.
Enkele bekende en/of vertrouwde personages laten zich in dit verhaal van een iets andere, minder positieve kant zien. Zo is er Nestor, die aan de deuren luistert. Pablo, die Kuifje in Het gebroken oor nog uit de gevangenis bevrijdde, keert in dit album terug, maar verraadt hem ditmaal.
Dit is het enige Kuifje-verhaal waarin de voornaam van kapitein Haddock (Archibald) wordt genoemd, naast het enige waarin Haddock geen alcohol lust.
De kostuums van de Swingende Extravaganten zijn gebaseerd op die van de Gilles van Binche. Te midden van de carnavalsvierders zijn figuren uit andere bekende stripreeksen te zien, waaronder Asterix, Zorro, Snoopy, Mickey Mouse, Donald Duck en Groucho Marx. De carnavalsscène werd getekend door Bob De Moor.
Als Jansen en Janssen voor het vuurpeloton worden gedaagd, vraagt de ene aan de andere of hij misschien enkele geschikte laatste woorden kent. Janssen suggereert: Volk van San Theodoros, ik heb u begrepen. Dit is een toespeling op de uitspraak die Charles de Gaulle op 4 juni 1958 deed tegenover het Algerijnse volk dat om onafhankelijkheid vroeg: Je vous ai compris! ("Ik heb u begrepen"). In de tekenfilmserie rond Kuifje uit de jaren 90 stelt Janssen echter "dag" als laatste woorden voor.
Peggy, de zeer dominante en vrijwel altijd chagrijnige echtgenote van generaal Alcazar, is gebaseerd op de secretaresse van de zegsman van de Ku Klux Clan. Hergé zag haar tijdens een televisie-uitzending. De 22-meistraat in het album is vernoemd naar de geboortedag van Hergé.
Het onderscheid tussen goed en kwaad is hier en daar moeilijk te maken in dit verhaal. Hoewel Alcazar hier een oude vriend van Kuifje blijft, lijkt hij in feite niet of nauwelijks minder wreed dan Tapioca en bedrijft eenzelfde soort propaganda. Alcazars oorspronkelijke bedoeling was heel duidelijk om met de door hemzelf geplande coup dood en verderf onder Tapioca's mannen te zaaien. Alcazar gaat later nog wat verder; hij dreigt zelfs Kuifje als eerste te zullen executeren als Kuifjes voorgestelde list niet zal slagen. In het laatste plaatje waarin Tapioca te zien is, heeft hij nog een kort gesprek met Alcazar waarin hun onderlinge vijandschap even lijkt te zijn vergeten. Ze zijn het met elkaar eens dat de "nieuwe generatie" waartoe Kuifje behoort, veel te idealistisch is.

## Publicatie
De ballonstrip werd voor het eerst gepubliceerd in de weekbladen Kuifje en zijn Franstalige evenknie Tintin. Wekelijks, van week 38 in 1975 tot en met week 16 in 1976, werden twee pagina's met elk vier stroken afgedrukt. De eerste albumversie van het verhaal kwam uit in april 1976. Er werden meteen 1,5 miljoen exemplaren van verkocht.